# Wyznanie wiary z Listu Apostołów
Wyznanie wiary z Listu Apostołów – zapis jednego z najstarszych znanych symboli używanych w liturgii chrzcielnej. Zostało ono włączone do Listu Aposotołów, dzieła napisanego ok. 160 po. Chr. w Azji Mniejszej, przez nieznanego autora. Mimo dyskusji nad ortodoksją pewnych fragmentów dzieła i zaliczenia go do utworów apokryficznych, sam symbol został wzięty z pierwotnej liturgii chrztu.
W n.5 dzieła, autor włożył w usta Apostołów opowiadanie o ich uczestnictwie w cudzie rozmnożenia chleba (por. Łk 9,14-20). Po zebraniu dwunastu koszów ułomków, apostołowie pytali się wzajemnie o znaczenie pięciu chlebów. Odpowiedź, jaką znaleźli była taka, że są one symbolem ich wiary w Pana chrześcijaństwa, czyli - tu autor użył formuły liturgicznej - wiary:

...w Ojca panującego nad wszechświatem

i w Jezusa Chrystusa,

i w Ducha Świętego,

i w święty Kościół,

i w odpuszczenie grzechów.